# Kinder Ovo
Kinder Ovo (português brasileiro) ou Kinder Surpresa (português europeu), também conhecido popularmente em Portugal por Ovo Kinder, é um produto alimentar por uma marca registrada italiana da empresa Ferrero, e comercializado em vários países do mundo. Pertence à linha infantil Kinder Ferrero que também comercializa barras de chocolate e outros produtos como Kinder Bueno ou Kinder Happy Hippo.
É um chocolate em forma de ovo, com parte externa sabor a chocolate ao leite e interna chocolate branco. Contém um brinde surpresa no seu interior, que, por muitas vezes, é a parte preferida pelos compradores, principalmente as crianças.

## Origem

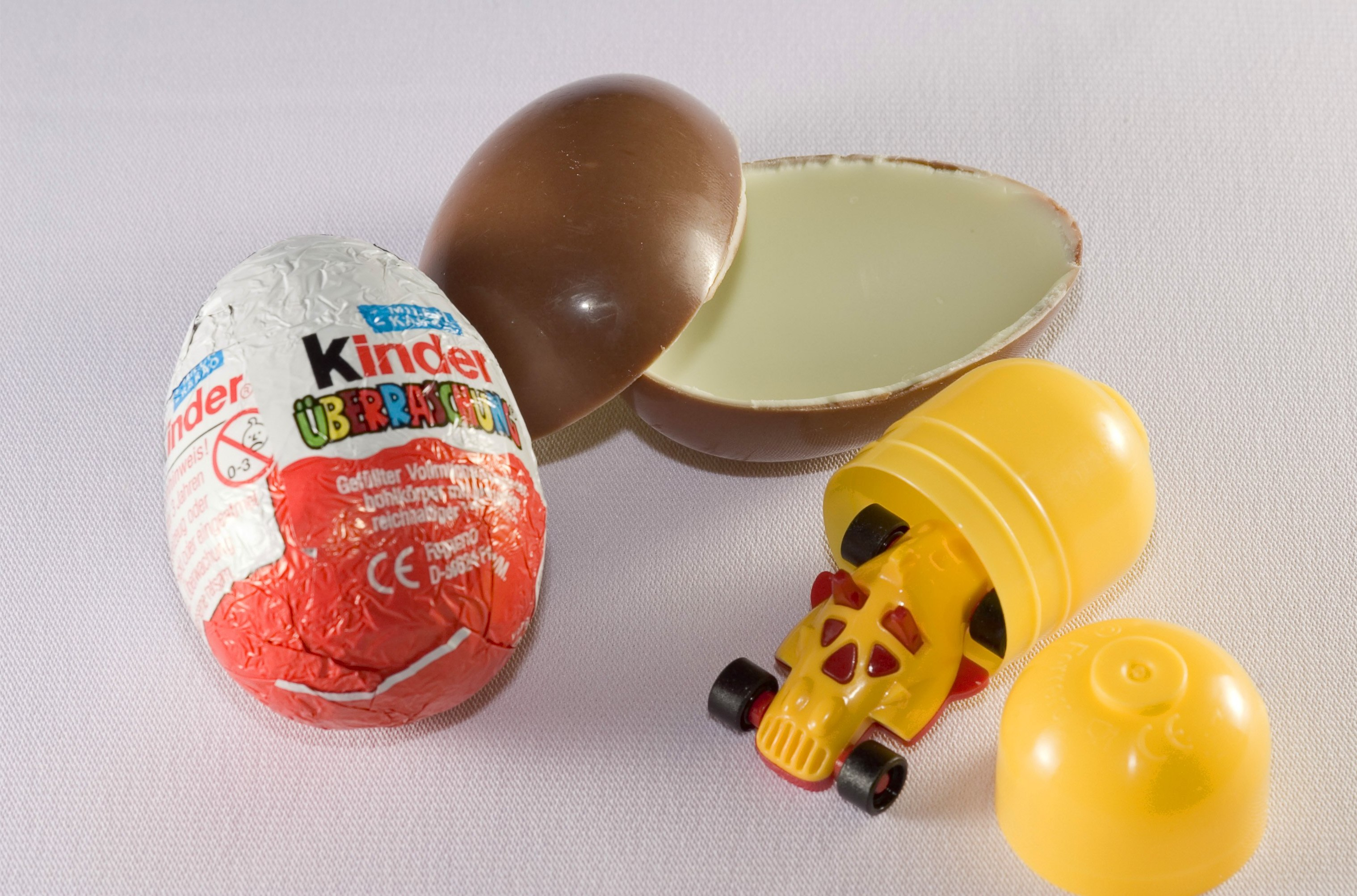
A "surpresa" dentro do Kinder Ovo

Foi concebido pelo empresário William Salice, e lançado no mercado pela primeira vez em 1974. A empresa estabeleceu-se, principalmente, na Europa Ocidental, ainda que tenha, também, uma presença significativa em alguns países da Oceania, da América, da Ásia do Oriente Médio e do Leste Europeu. Além dos vários brinquedos, são lançadas, frequentemente, colecções de figuras pintadas à mão com um determinado tema e por tempo limitado, como a recente série d'Os Simpsons, lançada na Alemanha. Nos últimos anos também introduziram-se "surpresas da Internet" que consistem num código, fornecido ao lado da surpresa que vem nos ovos da Kinder, deverá introduzir-se o código no site da Internet da Kinder, onde normalmente abre um mini-jogo.
Como muitos produtos da Ferrero, o Kinder Surpresa não se comercializa durante o Verão, em vez disso, é substituído por um produto chamado Kinder Joy.

## Outros tipos de Ovo da Kinder
Além do Kinder Surpresa, existem outros dois formatos comercializados no Brasil: o primeiro é o Kinder Ovo Maxi, habitualmente comercializado durante a Páscoa e com uma maior tradição na Itália, tem um tamanho muito superior ao original. O outro formato é o Kinder Joy, à venda no Verão e diferente do Kinder Ovo original. Neste caso o ovo é de plástico: de um lado encontra-se o brinquedo, e do outro existem duas bolas de chocolate banhadas com creme de avelã.

## Controvérsia
A distribuição do Kinder Ovo é ilegal nos Estados Unidos, de acordo com uma lei de 1938 que proíbe qualquer alimento com objetos não nutritivos em seu interior. Essa proibição foi ratificada em 1997 com a proibição da importação deste produto, pois o brinquedo em seu interior pode conter pequenas peças. Na União Europeia, uma lei semelhante foi aprovada em 2008 que proibia o enchimento de alimentos com itens não devidamente embalados, mas que considerava duas exceções: o roscón de Reyes (tradicionalmente consumido na Espanha) e o ovo de Páscoa ou a mona, categoria em que se insere o Kinder Ovo.
Houve casos isolados de crianças que morreram de asfixia por ingestão do brinquedo contido no ovo: uma criança de três anos, uma menina de três anos e meio, e um menino de quatro anos. A respeito destes casos, a Ferrero alerta em sua rotulagem que o Kinder Surprise não é adequado para crianças menores de três anos de idade porque "as peças pequenas podem ser ingeridas ou inaladas".
No Reino Unido a proibição foi debatida em 1985 e a opinião do Departamento de Comércio e Indústria britânico foi contrária, por meio do seguinte argumento: “a morte da criança foi causada pela ingestão de um pedacinho do conteúdo do ovo. Outros produtos e brinquedos com peças pequenas estão disponíveis no mercado. Se proibíssemos todos os produtos que podem ser ingeridos por crianças, restariam muito poucos brinquedos nas lojas.
O Chile não permite a comercialização de Kinder Ovo desde junho de 2016, em virtude da aplicação da lei de rotulagem que impede o direcionamento da publicidade de alimentos que tenham selos de advertência a menores de quatorze anos, para os quais são expressamente proibidos de incluir brinquedos, e cujo objetivo final é prevenir a obesidade infantil.